# Le Playboy

Le Playboy (anglais : The Playboy) est une bande dessinée autobiographique du Canadien Chester Brown publiée en 1990 dans son comic book Yummy Fur et éditée en album en 1992 par Drawn and Quarterly, album traduit en français en 2001 par l'éditeur québécois Les 400 coups. Drawn and Quarterley a publié en 2002 version commentée et augmentée, traduite en 2013 par l'éditeur français Cornélius.

## Thème
Cette bande dessinée évoque l'addiction à la pornographie provoquée par le mensuel Playboy que Chester Brown a connue à partir de ses quinze ans, et qu'il a fini par assumer en admettant à l'âge adulte  préférer la masturbation aux relations sexuelles. Brown a ensuite évoqué son rapport compliqué aux femmes dans Je ne t'ai jamais aimé (1991-1993), puis évoqué la prostitution dans Vingt-trois prostituées (2011).